# Richard Wawro
Richard Wawro (Newport-on-Tay, 14 aprile 1952 – 22 febbraio 2006) è stato un pittore britannico specializzato nella realizzazione di paesaggi con pastelli ad olio.

## Biografia
Wawro nacque a Newport-on-Tay, un sobborgo di Dundee, figlio di Tadeusz e Olive Wawro; suo padre era un ufficiale dell'esercito polacco ed ingegnere civile che fu bibliotecario nel Fife e sua madre una insegnante scozzese. All'età di tre anni gli venne diagnosticata una forma di moderato ritardo mentale, condizione poi diagnosticata come autismo. Egli non imparò a parlare prima del raggiungimento dell'undicesimo anno di età e dovette essere sottoposto alla rimozione della cataratta che gli lasciò una scarsa facoltà visiva tanto da essere dichiarato legalmente cieco.
Appena imparò a camminare, iniziò a disegnare sulla lavagna. Nel locale asilo, all'età di sei anni, iniziò ad usare i pastelli e presto venne riconosciuto il suo talento. Il professor Marian Bohusz-Szyszko della Polish School of Art di Londra, disse di essere rimasto "impietrito" alla visione dei disegni di Wawro, descrivendolo come "un fenomeno incredibile dalla precisione di un meccanico e con la visione di un poeta".
Egli tenne la sua prima mostra ad Edimburgo all'età di 17 anni.
Nei primi anni settanta, una sua mostra venne inaugurata da Margaret Thatcher, allora Ministro dell'educazione, che comprò diversi suoi quadri così come Papa Giovanni Paolo II.
Ricevette l'approvazione del padre per ogni suo dipinto, fino alla morte di quest'ultimo intervenuta nel 2002. In totale egli vendette più di 1.000 quadri e partecipò a 100 mostre.
La sua arte decisamente originale venne presentata nel 1977 negli Stati Uniti al National Council of Teachers of English conference on Creativity for the Gifted and Talented di New York.
Nel 1983 la sua vita ed i suoi lavori furono il soggetto di un documentario dal titolo With Eyes Wide Open, realizzato dall'esperto di autismo Laurence A.Becker, che produsse anche un profilo filmato di Wawro intitolato A Real Rainman.
Wawro morì per un cancro al polmone nel 2006.

## Opere
Wawro fece uso di una tecnica pittorica particolare usando dei pastelli ad olio e si specializzò nell'esecuzione di paesaggi realizzati con dovizia di dettagli e notevoli per l'intensità dell'impatto poetico e la profondità dei colori. Egli non usò mai modelli ma disegnava sulla base di immagini viste una sola volta su dei libri o in televisione. La sua formidabile memoria gli consentiva di ricordare l'origine di quanto riproduceva nei suoi quadri e a conservarla nella sua mente. Nonostante possedesse una perfetta immagine delle fonti dei suoi dipinti, spesso aggiungeva qualche tocco personale. Fu particolarmente ispirato dalle luci ed i toni da lui impiegati nella rappresentazione di luci ed ombre sono considerati magistrali.